# Bustillo de la Vega
Bustillo de la Vega es un municipio, una pedanía y una localidad española de la comarca de la Vega-Valdavia en la provincia de Palencia, comunidad autónoma de Castilla y León. Comprende también la pedanía de Lagunilla de la Vega.

## Demografía
Cuenta con una población de 269 habitantes (INE 2024).
| Gráfica de evolución demográfica de Bustillo de la Vega entre 1842 y 2021 |
| |
| Población de derecho según los censos de población del INE Población de hecho según los censos de población del INEEntre el censo de 1877 y el anterior, aparece este municipio porque se segrega del municipio 34505 (Moslares de la Vega) Entre el censo de 1857 y el anterior, este municipio desaparece porque se integra en el municipio 34505 (Moslares de la Vega) |